# Frederick Lau
Pour les articles homonymes, voir Lau.
Frederick Lau né le 17 août 1989 à Berlin-Steglitz en Allemagne est un acteur allemand.

## Biographie
Frederick Lau a grandi et vit toujours dans le quartier de Steglitz à Berlin. En 2008, il reçoit le prix du meilleur second rôle lors des cérémonies du Deutscher Filmpreis (Prix du film allemand, familièrement connu sous le nom de Lolas) pour son rôle dans le film La Vague (en allemand Die Welle) réalisé par Dennis Gansel. Depuis 2000, il a joué plus de cinquante rôles au cinéma et à la télévision.
En 2015, il reçoit le prix du meilleur acteur lors des cérémonies du Deutscher Filmpreis pour son rôle dans le film Victoria, du réalisateur Sebastian Schipper.

## Vie privée
En 2013, il rencontre l'animatrice de télévision Annika Kipp, avec qui il a une petite fille un an plus tard. En 2015, le couple célèbre son mariage.

## Filmographie

### Cinéma

#### Longs-métrages
- 2002 : Drei Stern Rot de Olaf Kaiser : Schrubber
- 2002 : Der Brief des Kosmonauten : Heinrich Wormsbecher
- 2003 : Das fliegende Klassenzimmer de Tomy Wigand : Matz Selbmann
- 2004 : Wer küsst schon einen Leguan de Karola Hattop : Tobias Baumann
- 2004 : Bibi Blocksberg et le secret des chouettes bleues de Franziska Buch : David
- 2004 : Bergkristall de Joseph Vilsmaier
- 2005 : Unkenrufe de Robert Gliński : porte-étendard
- 2007 : Freischwimmer d'Andreas Kleinert : Rico Bartsch
- 2008 : La Vague (Die Welle) de Dennis Gansel[1] : Tim Stoltefuss
- 2008 : L'Invention de la saucisse au curry de Ulla Wagner : Jürgen Brücker
- 2009 : What you don't See de Wolfgang Fischer : David
- 2009 : La Comtesse de Julie Delpy : Janos
- 2010 : Picco de Philip Koch : Marc
- 2012 : Türkisch für Anfänger - Le Film de Bora Dagtekin : Frieder
- 2012 : Vivre, c'est pas pour les lâches (Das Leben ist nichts für Feiglinge) d'André Erkau[2] : Alex
- 2012 : A Coffee in Berlin de Jan Ole Gerster : Ronny
- 2013 : Umnah - Unter Freunden de Cüneyt Kaya : Daniel
- 2013 : Sa dernière course de Kilian Riedhof : Tobias
- 2014 : Nicht Mein Tag de Peter Thorwarth : Plauze
- 2014 : Le Gang des policiers de Philip Leinemann : Jacek
- 2014 : Coming In de Marco Kreuzpaintner : Didi
- 2015 : Traumfrauen de Anika Decker : Peter Müller
- 2015 : 3 Türken und 1 Baby de Sinan Akkus : Matthias
- 2015 : Seitenwechsel : Leonard Ritter
- 2015 : Tod den Hippies, es lebe der Punk : Gries
- 2015 : Victoria de Sebastian Schipper : Sonne
- 2015 : Outside the Box de Philip Koch : Paul
- 2016 : Wie Männer über Frauen reden de Henrik Regel : Martini
- 2016 : Schrotten! de Max Zähle : Letscho Talhammer
- 2016 : SMS für Dich de Karoline Herfurth : David
- 2016 : Das kalte Herz de Johannes Naber : Peter Munk
- 2017 : Simpel de Markus Goller : Ben
- 2017 : The Captain - L'Usurpateur (Der Hauptmann) de Robert Schwentke : Kipinski
- 2018 : Spielmacher de Timon Modersohn : Ivo
- 2018 : Gutland de Govinda Van Maele : Jens Fauser
- 2018 : Sweethearts de Karoline Herfurth
- 2025 : Brick de Philip Koch : Gael

#### Courts-métrages
- 2011 : Hotel Desire de Sergej Moya : Portier
- 2014 : Impuls d'Igor Plischke : Alexander
- 2015 : Prisoner de Matt Edwards
- 2015 : Oskarreif de Robin Polák

### Télévision

#### Téléfilms
- 2000 : Die Polizistin d'Andreas Dresen : Garçon
- 2001 : Wie angelt man sich einen Müllmann? de Karsten Wichniarz : Jojo
- 2001 : Jonathans Liebe de Zoltan Spirandelli : Frederick
- 2001 : Doppelter Einsatz Berlin - Wehe dem, der liebt de Dennis Satin : Daniel
- 2003 : Rotlicht - Im Dickicht der Großstadt de Sigi Rothemund : Markos
- 2004 : Les étoiles brillent toujours de Roland Suso Richter : Max
- 2004 : Der verzauberte Otter de Sven Severin : Malte
- 2006 : Neger, Neger, Schornsteinfeger de Jörg Grünler : Fiete Petersen à 14-18 ans
- 2006 : Die Mauer -Berlin '61 d'Hartmut Schoen : Paul Kuhlke
- 2007 : À la frontière d'Urs Egger : Knut
- 2007 : Ma femme, son double et moi de Karola Hattop : Jonas Henning
- 2007 : Liebling, wir haben geerbt! de Matthias Tiefenbacher : Paul Held
- 2009 : Ein Dorf schweigt de Martin Enlen : Heinz Zedlitz
- 2009 : Der neue Tag de David Nawrath : Sascha
- 2010 : Neue Vahr Süd d'Hermine Huntgeburth : Frank Lehmann
- 2011 : Stankowskis Millionen de Franziska Meyer Price : Frank Kramer
- 2012 : Kreutzer kommt... ins Krankenhaus de Richard Huber  : Lothar Ressmann
- 2014 : Nichts für Feiglinge de Michael Rowitz : Philip Diercksen
- 2014 : Ein todsicherer Plan de Roland Suso Richter : Sasha Schmidt
- 2014 : Bornholmer Straße : Jens Rambold
- 2015 : Touche pas à mon quartier d'Andreas Pieper : Roman
- 2015 : Starfighter de Miguel Alexandre : Richie Weichert
- 2015 : Berlin One de Marvin Kren : Conrad Ruppert

#### Séries télévisées
- 2000 : Achterbahn : Christian (1 épisode)
- 2001 : Dr. Sommerfeld - Neues vom Bülowbogen : Sven Forster (1 épisode)
- 2004 : Vorsicht - keine Engel! : Enno (1 épisode)
- 2005 : Brigade du crime : Dennis Forster (1 épisode)
- 2005 : Castle Einstein : Lars (3 épisodes)
- 2006 : SOKO Köln : Florian Völkel (1 épisode)
- 2006 : Police 110 : Keller jeune (1 épisode)
- 2009 : Notruf Hafenkante : Mike (1 épisode)
- 2009 : Le Journal de Meg : Jonas (épisode 4, saison 2)
- 2009 : Le Cinquième Commandement : Justus von Rothenburg (1 épisode)
- 2009 : Der Lehrer : Picko (1 épisode)
- 2010 : Die Snobs - Sie können Auch ohne dich : Un jeune de saucisson (6 épisodes)
- 2011 : Stolberg : Sebastian Stern (1 épisode)
- 2011 : Le Naufrage du Laconia : Fiedler (2 épisodes)
- 2011 : La Liberté à tout prix : Alex Baumgarten (2 épisodes)
- 2012 : Wilsberg : Ludger Schmitz (1 épisode)
- 2007-2012 : Tatort: Tom/Stefan/Dennis/Kevin (4 épisodes)
- 2016 : Tempel : Puschi (1 épisode)
- 2016 : Blockbustaz : Philip (3 épisodes)
- 2017 : 4 Blocks : Vince (6 épisodes)
- 2024 : Crooks : Charly (8 épisodes)

## Distinctions

### Récompenses
- Deutscher Filmpreis 2008 : Meilleur acteur dans un second rôle pour La Vague
- Deutscher Filmpreis 2015 : Meilleur acteur pour Victoria